# Malin Valley
Das Malin Valley gehört zu den Antarktischen Trockentälern im ostantarktischen Viktorialand. Im östlichen Teil der Olympus Range liegt es auf der Westseite des Mount Cerberus. Nach Norden öffnet es sich zum Victoria Valley.
Das Advisory Committee on Antarctic Names benannte das Tal 2004 nach dem Geologen Michael C. Malin von der Arizona State University, der von 1983 bis 1994 im Rahmen des United States Antarctic Program an den Untersuchungen der Erosion in den Antarktischen Trockentälern beteiligt war.